# 3804 Drunina
3804 Drunina è un asteroide della fascia principale. Scoperto nel 1969, presenta un'orbita caratterizzata da un semiasse maggiore pari a 2,8983906 UA e da un'eccentricità di 0,0665239, inclinata di 2,16013° rispetto all'eclittica.